# Viva la Vida or Death and All His Friends
Viva la Vida or Death and All His Friends és el quart àlbum d'estudi del grup de música anglès Coldplay. Es va publicar l'11 de juny de 2008 amb la producció de Markus Dravs, Brian Eno, Jon Hopkins i Rik Simpson per Parlophone. El títol de l'àlbum fa referència a l'expressió espanyola Viva la vida que significa "Visca la vida".
El disc fou un èxit comercial i per part de la crítica se'n van extreure cinc senzills entre el 2008 i 2009. El segon, Viva la Vida, va esdevenir la primera cançó del grup en arribar al capdamunt de les llistes anglesa i estatunidenca. Fou l'àlbum més venut de l'any 2008 amb més de nou milions de còpies arreu del món i fou guardonat amb diversos premis importants.

## Informació

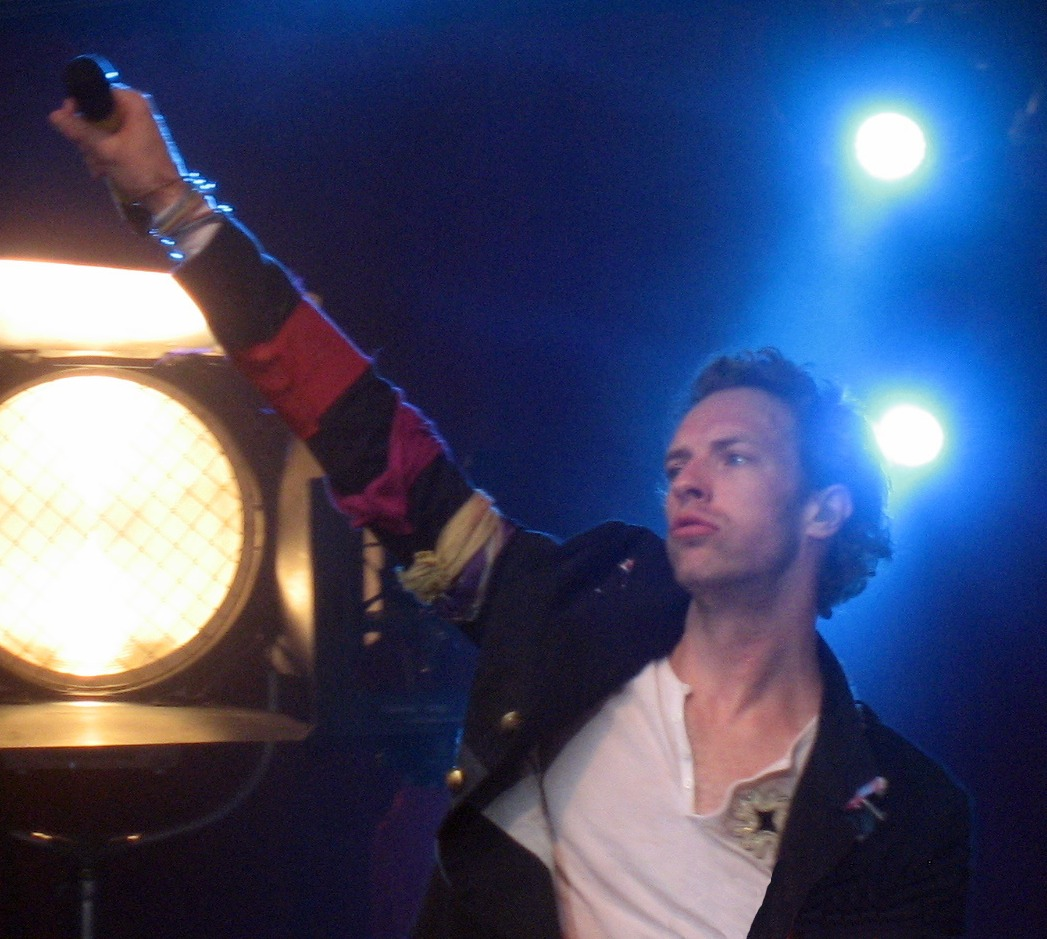
Coldplay va utilitzar un vestuari amb referències a la Revolució francesa durant la gira Viva La Vida Tour.

A la fi de 2006, aprofitant la recent paternitat de diversos membres del grup, Coldplay va decidir estar uns anys descansant tot i no establir cap data concreta per tornar-se a reunir. Tanmateix, pocs mesos després, la revista Billboard va informar que Coldplay tenia programat una nova publicació per final del 2007, però la banda va el llançament es posposaria fins a 2008 per iniciar una gira sud-americana durant el 2007. La banda va aprofitar aquesta gira per escriure nou material però cap de les noves cançons es va utilitzar en aquests concerts.
Mentre gravaven les primeres cançons del disc vers la fi de 2007, Coldplay va anunciar al seu lloc web el títol d'algunes de les noves cançons. Un article titulat Prospekt va fer estendre els rumors que l'àlbum tindria aquest títol però poques setmanes després el grup ho va negar. Martin va indicar que s'havia llegit moltes novel·les de Charles Dickens per contribuir en la composició de les cançons. També va assenyalar que havien tingut influències hispàniques després d'enregistrar cançons a esglésies i en països de parla espanyola, com Mèxic o Espanya.
El disc conté un gran nombre de temes com l'amor, la guerra, la política o les revolucions, però a diferència dels àlbums previs, tracta aquests temes des d'un punt de vista més universal, menys problemes personals i més problemes de la humanitat. El tema més utilitzat en la promoció de l'àlbum és les revolucions. Un exemple d'això és la portada del disc o el vestuari utilitzat durant la gira Viva La Vida Tour, ambdós tenen referències a la Revolució francesa.

El quadre La llibertat guiant el poble d'Eugène Delacroix (1830) utilitzat en la portada de l'àlbum.

El disseny visual de Viva la Vida or Death and All His Friends fou encarregat a Tappin Gofton, que ja havia treballat per Coldplay a l'àlbum X&Y. La realització del llibret va durar diversos mesos. L'equip de disseny i el grup van utilitzar una sèrie d'esbossos, dibuixos, mapes, llibres o vells quadres amb els títols de les cançons pintats a sobre, que posteriorment es van fotografiar. Quasi cada cançó té una o més imatges del llibret i algunes d'aquestes imatges es van utilitzar en la gira mundial Viva La Vida. Es van realitzar tres portades per l'àlbum, de les quals, la portada de l'edició estàndard és la pintura La llibertat guiant el poble realitzada per Eugène Delacroix l'any 1830 amb la inscripció «Viva la vida» pintada en blanc, que prové alhora d'un quadre de la pintora mexicana Frida Kahlo.
El primer senzill del disc, «Violet Hill», es va publicar el 5 de maig de 2008, però pocs dies abans ja estava disponible la descàrrega digital a través del lloc web del grup. L'àlbum es va fer esperar fins al 5 de juny i l'endemà també estava disponible per MySpace. L'agost de 2008, Coldplay va anunciar el llançament d'un EP titulat Prospekt's March, que estava format per tot el material gravat i no publicat durant les mateixes sessions de gravació de Viva la Vida. El 25 de novembre es va rellançar l'àlbum en una edició deluxe titulada Viva la Vida - Prospekt's March, amb algunes cançons de l'EP incloses dins el disc original.
Viva la Vida fou un èxit comercial a tot el món, com demostra el fet que va debutar en el número 1 en les llistes d'àlbums en 36 països. Al Regne Unit va vendre al voltant de 125.000 còpies només el primer dia i a la segona setmana ja fou certificat com a disc de platí. Als Estats Units es van vendre més de tres-centes mil unitats el primer dia i finalment fou certificat amb un doble disc de platí. A final de l'any 2008 ja s'havien venut més de dos milions de còpies als Estats Units esdevenint el segon àlbum més venut de l'any en aquest país. Globalment fou el disc més venut del món el 2008, i a mitjans del 2009, les vendes ja havien superat els vuit milions d'unitats esdevenint també el disc més descarregat digitalment previ pagament de tota la història.
La crítica va rebre molt positivament aquest àlbum independentment de l'origen del mitjà de comunicació, destacant la magnífica evolució del grup. Les opinions van diferir en considerar si aquest treball era el millor de tota la trajectòria de la banda o si només era un bon treball però que no superava el nivell dels anteriors. El disc fou guardonat amb el premi Grammy al millor àlbum de rock del 2009. En diverses publicacions musicals fou destacat com un dels deu millors àlbums de l'any 2008.

## Llista de cançons
Totes les cançons foren escrites i compostes per Coldplay excepte les indicades. 
| Núm.          | Títol                                                                      | Composició                                | Durada |
| ------------- | -------------------------------------------------------------------------- | ----------------------------------------- | ------ |
| 1.            | «Life in Technicolor»                                                      | Berryman/Buckland/Champion/Martin/Hopkins | 2:29   |
| 2.            | «Cemeteries of London»                                                     |                                           | 3:21   |
| 3.            | «Lost!»                                                                    |                                           | 3:55   |
| 4.            | «42»                                                                       |                                           | 3:57   |
| 5.            | «Lovers in Japan/Reign of Love»                                            |                                           | 6:51   |
| 6.            | «Yes» (inclou la cançó oculta "Chinese Sleep Chant" (3:01))                |                                           | 7:06   |
| 7.            | «Viva la Vida»                                                             |                                           | 4:01   |
| 8.            | «Violet Hill»                                                              |                                           | 3:42   |
| 9.            | «Strawberry Swing»                                                         |                                           | 4:09   |
| 10.           | «Death and All His Friends» (inclou la cançó oculta "The Escapist" (2:46)) | Berryman/Buckland/Champion/Martin/Hopkins | 6:18   |
| Durada total: | Durada total:                                                              | Durada total:                             | 45:49  |

| 11. | «Lost?» (Japó i iTunes)                                          | 3:40 |
| 12. | «Lovers in Japan» (versió acústica) (reserva iTunes)             | 3:49 |
| 13. | «Death Will Never Conquer» (edició japonesa de Prospekt's March) | 1:16 |

Les cançons 5, 6 i 10 contenen dues cançons separades, on la segona no apareix en la llista de cançons del llibret que acompanya el disc.

### DVD Edició gira
En alguns països asiàtics es va publicar una edició especial amb un DVD que incloïa els cinc videoclips oficials de Viva la Vida i el videoclip de "Life in Technicolor II", extret de l'EP Prospekt's March.
1. "Violet Hill"
2. "Viva la Vida"
3. "Lost!"
4. "Lovers in Japan"
5. "Life in Technicolor II"
6. "Strawberry Swing"

## Posicions en llista
| Llista           | Posició | Certificació | Vendes    |
| ---------------- | ------- | ------------ | --------- |
| Argentina        | 1       | Platí        | 40.000    |
| Austràlia        | 1       | 4x Platí     | 280.000   |
| Canadà           | 1       | 6x Platí     | 480.000   |
| Europa           | 1       | 3x Platí     | 3.000.000 |
| França           | 1       | Diamant      | 500.000   |
| Alemanya         | 1       | 5x Or        | 500.000   |
| Itàlia           | 1       | Diamant      | 310.000   |
| Japó             | 3       | Platí        | 300.000   |
| Espanya          | 1       | 2x Platí     | 160.000   |
| Regne Unit       | 1       | 4x Platí     | 1.300.000 |
| US Billboard 200 | 1       | 2x Platí     | 2.600.000 |

## Personal
| - Chris Martin – músic - Guy Berryman – músic, fotografia - Jonny Buckland – músic - Will Champion – músic - Phil Harvey – músic - Brian Eno – productor musical - Andy Rugg – assistent d'enginyeria, enginyeria d'àudio - Andy Wallace – mescles - Bob Ludwig – masterització - Brian Thorn – assistent d'enginyeria - Dan Green – assistent d'enginyeria, enginyeria, fotografia - Dave Holmes – gestió - Davide Rossi – instruments de corda - Dominic Monks – assistent d'enginyeria, enginyeria | - Eugène Delacroix – pintura de la portada - François Chevallier – assistent d'enginyeria, enginyeria - Jan Petrov – assistent d'enginyeria, enginyeria - Jason Lader – assistent d'enginyeria, enginyeria - John O'Mahoney – mescles - Jon Hopkins – producció - Markus Dravs – mescles, producció - Michael Brauer – mescles - Michael Trepagnier – assistent d'enginyeria, enginyeria - Olga Fitzroy – assistent d'enginyeria, enginyeria - Rik Simpson – mescles, productor - Tappin Gofton – director artístic - Vanessa Parr – assistent d'enginyeria, enginyeria - William Paden Hensley – assistent d'enginyeria, enginyeria |

## Guardons
Premis
- 2009: Grammy al millor àlbum de rock

Nominacions
- 2009: Grammy a l'àlbum de l'any